# Caloptilia ariana
Caloptilia ariana är en fjärilsart som först beskrevs av Edward Meyrick 1914.  Caloptilia ariana ingår i släktet Caloptilia och familjen styltmalar.
Artens utbredningsområde är:
- Sri Lanka.
- Thailand.

Inga underarter finns listade i Catalogue of Life.